# Ричлендс (Виргиния)
Ричлендс  (англ. Richlands) — город в округе Тазуэлл  в штате Виргиния США. По данным переписи 2020 года, численность населения составляла 5261 человек.

## Население
| 2010 | 2020  |
| ---- | ----- |
| 5823 | ↘5261 |